# コンパイ・セグンド
コンパイ・セグンド（Compay Segundo、1907年11月18日 - 2003年7月13日）は、キューバ出身の歌手、ギタリスト、作曲家である。本名はフランシスコ・レピラード。

## 来歴
1907年、キューバ東部の山間部に位置するシボネイに産まれる。15歳の頃からシボネイに近いサンティアーゴ・デ・クーバで演奏を始め、さらに1934年にハバナに移った。1939年に結婚し、妻との間に5人の子供を儲けた。1940年代に友人と2人で「ロス・コンパドレス」というユニットを結成し、2人の仲間（コンパイ）のうち、低音の第二声（セグンド）を担当した事から、コンパイ・セグンドと名乗るようになったという。やがてミュージシャンとして頭角を表したが、次第に表舞台に出なくなり一時は葉巻職人として生計を立てていた。
ライ・クーダーがプロデュースしたブエナ・ビスタ・ソシアル・クラブに参加し、その中心的な存在となった。1997年、アルバム『ブエナ・ビスタ・ソシアル・クラブ』が発表され翌年のグラミー賞を受賞し、さらに1999年にバンドの活動を描いた同名の映画が世界的にヒットすると、セグンド自身も世界的なスターとなった。
90歳を超えてからの活躍はカストロ議長やヨハネ・パウロ2世にも讃えられ、彼自身も彼の祖母と同じ115歳まで生きると予言していたが、2003年に腎不全により95歳で逝去した。

## 音楽家として
ブエナ・ビスタ・ソシアル・クラブがブレイクしてからは、しぶい低音の歌声とダンディーなスタイルで広く人気を博した。クラリネット やクアトロを演奏し、歌手としては友人が作曲した『Guantanamera』を得意としていた。
作曲した代表的な作品として『Chan Chan』があり、ラテンアメリカや同系の歌手、ミュージシャンだけでなく、セグンド自身による様々な再録音バージョンが残されている。他に、『Saradonga』『La calabaza』『Hey caramba』『Macusa』『SaludoCompay』など。

## ディスコグラフィー

### アルバム
- 1998年 - ロ・メホール・デ・ラ・ビダ
- 1999年 - ヨ・ベンゴ・アキ
- 1999年 - カジェ・サルー
- 2001年 - ラス・フローレス・デ・ラ・ビダ
- 2002年 - デュエッツ
- 2003年 - グラシアス!グレイテスト・ヒッツ